# 10667 van Marxveldt
10667 van Marxveldt este o planetă minoră (asteroid) din centura de asteroizi. A fost descoperită pe 28 octombrie 1975 la Observatorul Palomar de Tom Gehrels și a fost numită după Cissy van Marxveldt. 
Obiectul prezintă o orbită caracterizată de o semiaxă mare de 1,9643482 UAi, o excentricitate de 0,09, o înclinație de 20,2817 ° în raport cu ecliptica.